# Бібліографія Браяна В. Олдіса
Нижче наведена бібліографія Браяна Вілсона Олдіса (1925—2017), британського автора наукової фантастики, фентезі, фантастики жахів. Митець за своє життя написав понад 80 романів і 300 оповідань, а також декілька томів поезії.

## Романи
- «Брайтфаунтські щоденники» (англ. «The Brightfount Diaries») — (1955, Faber)
- «Без зупинки» (англ. «Non-Stop») — (1955, Faber), (1958, Faber), (1959, Digit), (1976, Pan), (2000, Millennium); у США «Зореліт» (англ. «Starship») — (1960, Signet S1779), (1969, Avon V2321)
- «Перекладач» (англ. «The Interpreter») — (1960, Digit R506), (1967, Four Square 1970); у США «Вклонитися Нулю» (англ. «Bow Down to Nul») — (Ace D-443)
- «Чоловіча відповідь» (англ. «The Male Response») — (1960, Digit R506), (1967, Four Square 1970)
- «Первісний потяг» (англ. «The Primal Urge») — (1961, Ballantine F555), (1967, Sphere), (1976, Panther)
- «Теплиця» (англ. «Hothouse») — (1962, Faber), (1965, Four Square 1147), (1979, Panther)
- «Сива борода» (англ. «Greybeard») — (1964, Harcourt, Brace & World), (1964, Faber), (1965, Signet P2689), (1968, Panther)
- «Темні світлові роки» (англ. «The Dark Light Years») — (1964, Signet D2497), (1964, Faber), (1966, Four Square 1437), (1979, Panther)
- «Землею створене» (англ. «Earthworks») — (1965, Faber), (1966, Doubleday), (1967, Four Square), (1967, Signet P3116), (1979, Panther), (1980, Avon)
- «Епоха» (англ. «An Age») — (1967, Faber), (1969, Sphere), (1979, Panther); у США «Криптозойський» (англ. «Cryptozoic!») — (1969, Avon), (1978, Panther)
- «Доповідь про ймовірність А» (англ. «Report on Probability A») — (серіалізований, 1967), (1968, Faber), (1969, Sphere). (1969, Doubleday), (1970, Lancer), (1980, Avon)
- «Босоногий у голові» (англ. «Barefoot in the Head») — (1969, Faber), (1970, Doubleday), (1972, Ace), (1974, Corgi), (1981, AVON), (1990, Gollancz VGSF Classics)
- «Франкенштайн звільнений» (англ. «Frankenstein Unbound») — (1973, Jonathan Cape), (1974, Random House), (1975, Fawcett Crest), (1975, Pan)
- «Вісімдесятихвилинна година» (англ. «The Eighty Minute Hour») — (1974, Jonathan Cape), (1974, Doubleday), (1975, Leisure), (1975, Pan)
- «Малазійський гобелен» (англ. «The Malacia Tapestry») — (1976, Jonathan Cape), (1977, Harper & Row), (1978, Panther), (1978, Ace), (1985, Berkley)
- «Брати за головою» (англ. «Brothers of the Head») — (1977, Pierrot), (1979, Panther)
- «Вороги системи» (англ. «Enemies of the System») — (1978, Jonathan Cape), (1978, Harper & Row), (1980, Panther), (1981, Avon)
- «Інший острів Моро» (англ. «Moreau's Other Island») — (1980, Jonathan Cape), (1982, Panther) або «Острів під назвою Моро» (англ. «Island Called Moreau») — (1981, Simon & Schuster), (1981, Timescape)
- «Відважна нова планета» (англ. «Courageous New Planet») — (1984)
- «Руїни» (англ. «Ruins») — (1987)
- «Позавчорашній рік» (англ. «The Year Before Yesterday») або «Розтріскування на критичній позначці» (англ. «Cracken at Critical») — (1987, Franklin Watts), (1987, Kerosina), (1988, St. Martin's), (1989, New English Library)
- «Дракула звільнений» (англ. «Dracula Unbound») — (1990, HarperCollins), (1991, Graftton)
- «Білий Марс, або, Розум трохи звільнився» (англ. «White Mars or, the Mind Set Free Little») — (1999, Little, Brown UK), (2000, St. Martin's) OCLC 905903045
- «Наддержава» (англ. «Super-State») — (2002, Orbit)
- «Критська соска» (англ. «The Cretan Teat») — (2002)
- «Справи в компанії Hampden Ferrers» (англ. «Affairs at Hampden Ferrers») — (2004)
- «Здоровий глузд і панна» (англ. «Sanity and the Lady») — (2005, PS Publishing)
- «Йокаста» (англ. «Jocasta») — (2006, Rose Press)
- «КРИЗА» (англ. «HARM») — (2007, del Rey), (2007, Duckworth)
- «Волкот» (англ. «Walcot») — (2010, Goldmark)[2]
- «Зяблики Марса» (англ. «Finches of Mars») — (2012)[3]
- «Зона комфорту» (англ. «Comfort Zone») — (2013)[4]

## Серії романів
- Серія «Гораціо Стаббс» (англ. «Horatio Stubbs»):
  1. «Хлопчик, якого виростили вручну» (англ. «The Hand-Reared Boy») — (1970, Weidenfeld & Nicolson)[5], (1971, Signet T4575), (1971, Corgi)
  2. «Солдат вишикувався» (англ. «A Soldier Erect») — (1971, Weidenfeld & Nicolson)[5], (1972, Corgi)
  3. «Грубе пробудження» (англ. «A Rude Awakening») — (1978, Weidenfeld & Nicolson)[5], (1979, Corgi)

Омнібус «Сага про Гораціо Стаббса» ( «The Horatio Stubbs Saga») — (1985, Panther)
- Серія «Квартет зброєносців» (англ. «Squire Quartet»):
  1. «Життя на заході» (англ. «Life in the West») — (1980, Weidenfeld & Nicolson), (1982, Corgi)
  2. «Забуте життя» (англ. «Forgotten Life») — (1988, Gollancz), (1989, Atheneum / Macmillan), (1989, Mandarin)
  3. «Пам'ятний день» (англ. «Remembrance Day») — (1993, HarperCollins UK), (1993, St. Martin's Press), (1994, Flamingo)
  4. «Десь на схід від життя» (англ. «Somewhere East of Life») — (1994, Carroll & Graf), (1994, Flamingo)
- Трилогія «Гелліконія» (англ. «Helliconia»):
  1. «Весна Гелліконії» (англ. «Helliconia Spring») — (1982, Atheneum), (1982, Jonathan Cape), (1983, Berkley), (1983, Granada)
  2. «Літо Гелліконії» (англ. «Helliconia Summer») — (1983, Atheneum), (1983, Jonathan Cape), (1984, Berkley), (1985, Granada)
  3. «Зима Гелліконії» (англ. «Helliconia Winter») — (1985, Atheneum), (1985, Jonathan Cape), (1986, Berkley), (1986, Granada)

Омнібус «Гелліконія» (англ. «Helliconia») — (2010, Gollancz SF Masterworks)

## Твори короткої форми

### Збірки
- «Простір, час і Натаніель» (англ. «Space, Time and Nathaniel») — (1957, Faber), (1966, Four Square 1496), (1979, Panther), збірка з 14 оповідань
- «Полог часу» (англ. «The Canopy of Time») — (1959, Faber), (1963, Four Square 821), збірка з 10 оповідань і 1 повісті
- «Немає часу, як завтра» (англ. «No Time Like Tomorrow») (1959, Signet S1683), збірка з 11 оповідань і 1 повісті
- «Екватор» (англ. «Equator») або «Екватор і сегрегація» (англ. «Equator and Segregation») — (1963), збірка з 2 повістей
- «Повітря Землі» (англ. «The Airs of Earth») — (1963, Faber), (1965, Four Square 1325), збірка з 4 оповідань і 4 повістей
- «Зоряне тепло» (англ. «Starswarm») — (1963, Signet D2411), збірка з 4 оповідань і 4 повістей
- «Найкращі фантастичні оповідання Браяна Олдіса» (англ. «Best SF stories of Brian Aldiss») — (1965, Faber); у США «Хто може замінити чоловіка?» (англ. «Who Can Replace a Man?») — (1965, Harcourt, Brace & World), (1967, Signet P3311), збірка з 11 оповідань і 4 повістей
- «Слинне дерево та інші дивні нарости» (англ. «The Saliva Tree and Other Strange Growths») — (1966, Faber), (1968, Sphere), збірка з 7 оповідань та 3 повістей
- «Intangibles Inc. та інші історії» (англ. «Intangibles Inc. and Other Stories») — (1969, Faber), (1971, Corgi), збірка з 5 повістей
- «Момент затемнення» (англ. «The Moment of Eclipse») — (1970, Faber), (1972, Doubleday), (1973, Panther), збірка з 12 оповідань та 3 повістей
- «Планета неандертальців» (англ. «Neanderthal Planet») — (1970, Avon), збірка з 4 повістей
- «Найкращі науково-фантастичні оповідання Браяна В. Олдіса» (англ. «Best Science Fiction Stories of Brian W. Aldiss») — (1971), збірка з 14 оповідань і 2 повістей
- «Книга Браяна Олдіса» (англ. «The Book of Brian Aldiss») — (1972, DAW 29), UK title The Comic Inferno (1973, New English Library), збірка з 5 оповідань і 4 повістей
- «Останні накази та інші історії» (англ. «Last Orders and Other Stories») — (1977, Jonathan Cape), (1979, Panther), збірка з 23 оповідань і 1 повісті
- «Галактики як піщинки» (англ. «Galaxies Like Grains of Sand») — (1979, Panther), збірка з 9 оповідань
- «Брати голови і Де сходяться лінії» (англ. «Brothers of the Head and Where the Lines Converge») — (1979), збірка з 1 роману, 1 повісті та 6 поем
- «Нові прибуття, старі зустрічі» (англ. «New Arrivals, Old Encounters») — (1979, Jonathan Cape), (1980, Harper & Row), (1981, Avon), збірка з 9 оповідань і 3 повістей
- «Чужорідні тіла» (англ. «Foreign Bodies») — (1981), збірка з 5 оповідань і 1 повісті
- «Бестселери Том 3 №9: Найкраще від Олдіса» (англ. «Bestsellers Vol. 3 No. 9: Best of Aldiss») — (1983), збірка з 10 оповідань і 2 повістей
- «Сезони в польоті» (англ. «Seasons in Flight») — (1984, Jonathan Cape), (1986, Atheneum), (1986, Grafton), (1988, Ace), збірка з 8 оповідань (10 у 1986 році) і 1 повісті
- «Науково-фантастична блюзова програмна збірка» (англ. «Science Fiction Blues Programme Book») — (1987), збірка з 3 оповідань і 2 поем
- «Магія минулого» (англ. «The Magic of the Past») — (1987), збірка з 2 оповідань
- «Найкращі фантастичні оповідання Браяна В. Олдіса» (англ. «Best SF Stories of Brian W. Aldiss») — (1988), збірка з 18 оповідань і 3 повістей
- «Найкращі фантастичні оповідання» (англ. «Best SF Stories») — (1988), збірка з 18 оповідань і 3 повістей
- «Людина свого часу: найкращі науково-фантастичні оповідання Браяна В. Олдіса» (англ. «Man in His Time: The Best Science Fiction Stories of Brian W. Aldiss») — (1988, Atheneum) ISBN 0-689-12052-4, (1990, Collier), збірка з 19 оповідань і 3 повістей
- «Науково-фантастичний блюз» (англ. «Science Fiction Blues») — (1988), збірка з 3 оповідань, 15 поем і 11 п'єс
- «Романтика Екватора. Кращі фантастичні оповідання» (англ. «A romance of the Equator. Best Fantasy Stories») — (1989, Gollancz), (1990, Atheneum / Macmillan) ISBN 0-689-12053-2, збірка з 22 оповідань і 4 повістей
- «Тілесні функції» (англ. «Bodily Functions») — (1991), збірка з 2 оповідань, 2 повістей, 2 поем і 1 есею
- «Туполєв, що зайшов занадто далеко та інші історії» (англ. «A Tupolev Too Far and Other Stories») — (1993, HarperCollins UK), (1994, St. Martin's), збірка з 6 оповідань, 5 повістей і 2 поем
- «Таємниця цієї книги» (англ. «The Secret of This Book») — (1995, HarperCollins UK), у США «Звичайна глина: 20 дивних історій» (англ. «Common Clay: 20-Odd Stories») — (1996, St. Martin's), збірка з 20 оповідань і 3 повістей
- «Суперіграшки на все літо та інші історії про час майбутнього» (англ. «Supertoys Last All Summer Long and Other Stories of Future Time») — (2001, Orbit), (2001, St. Martin's), збірка з 18 оповідань і 1 повісті
- «Культурні паузи» (англ. «Cultural Breaks») — (2005, Tachyon Publications), збірка з 9 оповідань та 3 повістей
- «Передісторія розуму» (англ. «A Prehistory of Mind») — (2008, Mayapple Press), збірка з 55 поемами
- «Винахід щастя» (англ. «The Invention of Happiness») — (2013), збірка з 33 оповідань
- «Зібрання творів Браяна Олдіса» (англ. «The Brian Aldiss Collection»):
  1. «Повне зібрання оповідань: 1950-ті» (англ. «The Complete Short Stories: The 1950s») — (2013), збірка з 57 оповідань і 8 повістей
  2. «Повне зібрання оповідань: 1960-ті (Частина 1)» (англ. «The Complete Short Stories: The 1960s (Part 1)») — (2015), збірка з 11 оповідань і 6 повістей
  3. «Повне зібрання оповідань: 1960-ті (Частина 2)» (англ. «The Complete Short Stories: The 1960s (Part 2)») — (2015), збірка з 10 оповідань і 6 повістей
  4. «Повне зібрання оповідань: 1960-ті (Частина 3)» (англ. «The Complete Short Stories: The 1960s (Part 3)») — (2015), збірка з 18 оповідань, 3 повістей і 1 есею
  5. «Повне зібрання оповідань: 1960-ті (Частина 4)» (англ. «The Complete Short Stories: The 1960s (Part 4)») — (2015), збірка з 28 оповідань, 7 повістей і 1 есею
  6. «Повне зібрання оповідань: 1970-ті (Частина 1)» (англ. «The Complete Short Stories: The 1970s (Part 1)») — (2016)
  7. «Повне зібрання оповідань: 1970-ті (Частина 2)» (англ. «The Complete Short Stories: The 1970s (Part 2)») — (2016)
  8. «Повне зібрання оповідань: 1980-ті (Частина 1)» (англ. «The Complete Short Stories: The 1980s (Part 1)») — (2016)
  9. «Повне зібрання оповідань: 1980-ті (Частина 2)» (англ. «The Complete Short Stories: The 1980s (Part 2)») — (2016)
  10. «Повне зібрання оповідань: 1990-ті» (англ. «The Complete Short Stories: The 1990s») —  (2016)

### Твори короткої форми, що не входили до збірок
- «Індекс життя» (англ. «Index to Life»; 1954)
- «Кінцева конструкція» (англ. «Ultimate Construction»; 1967)
- «Мисливець у своїй тарілці» (англ. «The Hunter at His Ease»; 1970)
- «Таємниця Голмана Ганта і грубий рівень смертності» (англ. «The Secret of Holman Hunt and the Crude Death Rate»; 1970)
- «Погода на острові Даманський» (англ. «The Weather on Demansky Island»; 1970)
- «День, коли настала рівність» (англ. «The Day Equality Broke Out»; 1971)
- «Рукопис, знайдений у поліцейській державі» (англ. «Manuscript Found in a Police State»; 1972)
- «Шоу Ерґота» (англ. «The Ergot Show»; 1972)
- «Дивне у знайомому» (англ. «Strange in a Familiar Way»; 1973)
- «Планета на дні саду» (англ. «The Planet at the Bottom of the Garden»; 1973)
- «Змія, що горить на вівтарі» (англ. «Serpent Burning on an Altar»; 1973)
- «Гороскоп молодого солдата» (англ. «The Young Soldier's Horoscope»; 1973)
- «Жінка в сонячному світлі з мандоліною» (англ. «Woman in Sunlight with Mandolin»; 1973)
- Серія «Загадки» (англ. «Enigma»):
  - «Три загадки I» (англ. «Three Enigmas I»):
    1. «Загадка її подорожі» (англ. «The Enigma of Her Voyage»; 1973)
    2. «І Цзин, хто ти?» (англ. «I Ching, Who You?»; 1973)
    3. «Великий Ланцюг Буття чого?» (англ. «The Great Chain of Being What?»; 1973)

  - «Три загадки II: Вічна тема вигнання» (англ. «Three Enigmas II: The Eternal Theme Of Exile»):
    1. «Вічна тема вигнання» (англ. «The Eternal Theme of Exile»; 1973)
    2. «Всі ці міцні старі чари» (англ. «All Those Enduring Old Charms»; 1973)
    3. «Ніхто не говорив і не махав рукою на прощання» (англ. «Nobody Spoke Or Waved Goodbye»; 1973)

  - «Три загадки III: Все в Божому задумі» (англ. «Three Enigmas III: All in God's Mind»):
    1. «Нестерпність інших життів» (англ. «The Unbearableness of Other Lives»; 1974)
    2. «Старі образи, що втікають і швидкоплинно минають» (англ. «The Old Fleeing and Fleeting Images»; 1974)
    3. «Погляд на сонячний бік затемнення» (англ. «Looking on the Sunny Side of an Eclipse»; 1974)

  - «Схеми до трьох (загадкових) історій» (англ. «Diagrams For Three (Enigmatic) Stories»):
    1. «Дівчинка з Тау-Мрії» (англ. «The Girl in the Tau-Dream»; 1974)
    2. «Екіпаж нерухомості» (англ. «The Immobility Crew»; 1974)
    3. «Культурний побічний ефект» (англ. «A Cultural Side-Effect»; 1974)

  - «Три пісні для загадкових коханців» (англ. «Three Songs for Enigmatic Lovers»):
    1. «Експедиція однієї людини крізь життя» (англ. «A One-Man Expedition Through Life»; 1974)
    2. «Смак шрапнелі» (англ. «The Taste of Shrapnel»; 1974)
    3. «40 мільйонів кілометрів від найближчої блондинки» (англ. «40 Million Miles from the Nearest Blonde»; 1974)

  - «Три загадки IV: Три монети в загадковому годинниковому фонтані» (англ. «Three Enigmas IV: Three Coins in Enigmatic Clockwork Fountain»):
    1. «Ретельне спостереження за жінками» (англ. «Carefully Observed Women»; 1975)
    2. «Нарцис повертає посмішку» (англ. «The Daffodil Returns the Smile»; 1975)
    3. «Рік тихого комп'ютера» (англ. «The Year of the Quiet Computer»; 1975)

  - «Три смертельні загадки V: Рік за роком зло перемагає» (англ. «Three Deadly Enigmas: V: Year by Year the Evil Gains»):
    1. «У межах чорного кола» (англ. «Within the Black Circle»; 1975)
    2. «Винищення великих тварин» (англ. «Killing Off the Big Animals»; 1975)
    3. «Що ти робиш? Навіщо ти це робиш?» (англ. «What Are You Doing? Why Are You Doing It?»; 1975)

  - «Момент апертури» (англ. «The Aperture Moment»):
    1. «В очікуванні початку всесвіту» (англ. «Waiting for the Universe to Begin»; 1975)
    2. «Але без отворів» (англ. «But Without Orifices»; 1975)
    3. «Чи ви знайомі з Голманом Гантом?» (англ. «Aimez-Vous Holman Hunt?»; 1975)

  - «Три революційні загадки» (англ. «Three Revolutionary Enigmas»):
    1. «Падіння виду Бі» (англ. «The Fall of Species B»; 1980)
    2. «У залах потойбіччя» (англ. «In the Halls of the Hereafter»; 1980)
    3. «Прабатьківська оселя думки» (англ. «The Ancestral Home of Thought»; 1980)

  - «Її пальці на ногах були прекрасні на вершинах гір» (англ. «Her Toes Were Beautiful on the Hilltops Mountains»):
    1. «Інший шлях, ніж смерть» (англ. «Another Way Than Death»; 1992)
    2. «Той особливий зелений колір наслідків» (англ. «That Particular Green of Obsequies»; 1992)

  - «Три місячні загадки» (англ. «Three Moon Enigmas»):
    1. «Його Сьоме Небо» (англ. «His Seventieth Heaven»; 1995)
    2. «Троянда ввечері» (англ. «Rose in the Evening»; 1995)
    3. «На внутрішньому морі» (англ. «On the Inland Sea»; 1995)
- «Мені приснилося, що я був Юнґом минулої ночі» (англ. «I dreamed I was Jung last night»; 1974)
- «Меланхолія має пластикове ядро» (англ. «Melancholia has a Plastic Core»; 1974)
- «Завжди хтось поруч» (англ. «Always Somebody There»; 1975)
- «Відлучення» (англ. «Excommunication»; 1975)
- «Як це робили динозаври?» (англ. «How Did the Dinosaurs Do It?»; 1976)
- «У тумані життя» (англ. «In the Mist of Life»; 1977)
- «Бум-Бум» (англ. «The Bang-Bang»; 1977)
- «Міледі Психіатричних Скорбот» (англ. «My Lady of the Psychiatric Sorrows»; 1977)
- «Їнь, Ян і Юн: Три галактичні загадки» (англ. «Yin, Yang and Jung: Three Galactic Enigmas»; 1978)
- «Модернізація» (англ. «Modernisation»; 1980)
- «Кінець гри» (англ. «End Game»; 1981)
- «Назви себе християнином» (англ. «Call Yourself a Christian»; 1982)
- «Як хлопчик Ікар виріс і після легендарної катастрофи дізнався нове про себе і навколишній світ, поки не зміг осягнути магію, яка була його в перші роки або Другий політ» (англ. «How the Boy Icarus Grew Up and, After a Legendary Disaster, Learnt New Things About Himself and the External World, Until He Was Able to Comprehend the Magic That Had Been His in His Earliest Years or Second Flight»; 1982)
- «Паразити пристрастей» (англ. «Parasites of Passion»; 1982)
- «Аналіз капітана» (англ. «The Captain's Analysis»; 1982)
- «Шанувальник Ейнштейна» (англ. «An Admirer of Einstein»; 1983)
- «Безсмертний шторм б'є знову» (англ. «The Immortal Storm Strikes Again»; 1983)
- «Ще одна історія на тему останньої людини на Землі» (англ. «Another Story on the Theme of the Last Man on Earth»; 1985)
- «Побутова катастрофа» (англ. «Domestic Catastrophe»; 1985)
- «Операція "Інша щока"» (англ. «Operation Other Cheek»; 1985)
- «Одержимі любов'ю» (англ. «Possessed by Love»; 1985)
- «Тиша після тиші» (англ. «Silence After the Silence»; 1985)
- «Найбільша сага всіх часів і народів» (англ. «The Greatest Saga of All Time»; 1985)
- «Чудовисько з озера Лох-Ейв» (англ. «The Monster of Loch Awe»; 1985)
- «Фатальний розрив» (англ. «The Fatal Break»; 1987)
- «Герой» (англ. «The Hero»; 1987)
- «Готель Мердека» (англ. «The Merdeka Hotel»; 1987)
- «Ціна капусти» (англ. «The Price of Cabbages»; 1987)
- «Четвер» (англ. «Thursday»; 1987)
- «Турнір» (англ. «Tourney»; 1987)
- «Розмова про прогрес» (англ. «Conversation on Progress»; 1988)
- «Гесс» (англ. «Hess»; 1988)
- «Секс і чорна машина» (англ. «Sex and the Black Machine»; 1988)
- «Галюцинації Вордсворта» (англ. «Wordsworth Halucinates»; 1988)
- «День, коли загорілася земля» (англ. «The Day the Earth Caught Fire»; 1989)
- «Пригоди в торгівлі хутром» (англ. «Adventures in the Fur Trade»; 1990)
- «Самотні люди—травма—мистецтво» (англ. «People—Alone—Injury—Artwork»; 1991)
- «Споріднена кров у Кенсінґтон-Горі» (англ. «Kindred Blood in Kensington Gore»; 1992)
- «Ніжно — як вечірній схід сонця» (англ. «Softly — As in an Evening Sunrise»; 1992)
- «Англійський сад» (англ. «English Garden»; 1993)
- «Міст дружби» (англ. «Friendship Bridge»; 1993), novelette
- «Проблема слуги» (англ. «The Servant Problem»; 1994)
- «Монстр повсякденного життя» (англ. «The Monster of Everyday Life»; 1994)
- «Мадонна майбутнього» (англ. «The Madonna of Futurity»; 1994)
- «У тунель!» (англ. «Into the Tunnel!»; 1995)
- «Обов'язкові канікули для всіх» (англ. «Compulsory Holidays For All»; 1995)
- «Закон проти дрібниць» (англ. «The Law Against Trivia»; 1996)
- «Загадка трьох місяців» (англ. «The Enigma of the Three Moons»; 1997)
- «Смерть, лайно, любов, перетворення» (англ. «Death, Shit, Love, Transfiguration»; 1997)
- «Астероїд Аполлон» (англ. «An Apollo Asteroid»; 1999)
- «Дощ припиниться» (англ. «The Rain Will Stop»; 2000, The Pretentious Press)
- «Цілеспрямований художник» (англ. «A Single-Minded Artist»; 2001)
- «Щастя навпаки» (англ. «Happiness in Reverse»; 2001)
- «Балакучі куби» (англ. «Talking Cubes»; 2001)
- Серія «Суперіграшки» (англ. «Supertoys»):
  1. «Суперіграшки: Гра може бути такою смертельно небезпечною» (англ. «Supertoys: Play Can Be So Deadly»; 2001)
  2. «Суперіграшки: Як весело перероджуватися» (англ. «Supertoys: What Fun to Be Reborn»; 2001)
- «Новий (урядовий) Дід Мороз» (англ. «A New (governmental) Father Christmas») або «Новий (урядовий) Дід Мороз: Моральна казка для всіх у Гедінґтоні» (англ. «A New (governmental) Father Christmas: A Moral Tale for All in Headington»; 2002)
- «Навколоземний об'єкт» (англ. «Near Earth Object»; 2002)
- «Десять мільярдів з них» (англ. «Ten Billion of Them»; 2005)
- «Трубопровід» (англ. «Pipeline»; 2005)
- «Шістнадцятий корпус» (англ. «Building Sixteen»; 2006)
- «Нічний тигр» (англ. «Tiger in the Night»; 2006)
- «Безпечно!» (англ. «Safe!»; 2006)
- «Життя, навчання, Лейпциґ і бібліотекар» (англ. «Life, Learning, Leipzig and a Librarian»; 2007)
- «Чотири леді Апокаліпсису» (англ. «Four Ladies of the Apocalypse»; 2007)
- «Своєрідна кістка, немислимий ключ» (англ. «Peculiar Bone, Unimaginable Key»; 2008)
- «Шанувальники в Палаці» (англ. «Fandom at the Palace»; 2008)
- «Первісток» (англ. «The First-Born»; 2010)
- «Нещасне людство» (англ. «Hapless Humanity»; 2010)
- Серія «Доктор Хто» (англ. «Doctor Who»):
  1. «Умвельти напрокат» (англ. «Umwelts for Hire»; 2010, BBC Books, ISBN 978-1-84607-991-7)
- «Бенкелен» (англ. «Benkoelen»; 2011)
- «Менш ніж рідні, більш ніж близькі» (англ. «Less Than Kin, More Than Kind»; 2011)
- «Могутній Пекінський Мі-Ток» (англ. «The Mighty Mi Tok of Beijing»; 2013)
- «Вищезазначені надлишки» (англ. «Abundances Above»; 2016)

## Поезії

### Поетичні збірки
- «Прощання з дитиною» (англ. «Farewell to a Child»; 1982), збірка з 10 поем
- «Домашнє життя з котами» (англ. «Home Life With Cats»; 1992), збірка з 34 поем[6]
- «У готелі Каліґула та інші вірші» (англ. «At the Caligula Hotel and Other Poems»; 1995), збірка з 74 поем[7]
- «Пісні степів Середньої Азії: Збірка віршів Махтумкулі — поета-героя Туркменістану XVIII століття» (англ. «Songs from the Steppes of Central Asia: The Collected Poems of Makhtumkuli: Eighteenth Century Poet-Hero of Turkmenistan»; 1995)
- «Монолог плутонця про смерть дружини» (англ. «A Plutonian Monologue on His Wife's Death»; 2000, The Frogmore Papers), збірка з 7 поем
- «У великому домі» (англ. «At a Bigger House»; 2002), збірка з 48 поем
- «Темне сонце сходить» (англ. «The Dark Sun Rises»; 2002), збірка з 50 поем
- «Смертний ранок» (англ. «Mortal Morning»; 2011)[8]

### Віршовані твори, що не входили до збірок
- «Немає більше хороших історій про Марс, тому що нам не потрібні більше хороші історії про Марс» (англ. «There Are No More Good Stories About Mars Because We Need No More Good Stories About Mars»; 1963)
- «Мостові години у Вескові» (англ. «Bridging Hours in Wesciv»; 1969)
- «Драма на річці Червелл» (англ. «Drama on the River Cherwell»; 1974)
- «Епітафія письменнику» (англ. «Epitaph for a Writer»; 1974)
- «В іншому місті: Болонья» (англ. «In Another Town: Bologna»; 1974)
- «Інновації в мистецтві» (англ. «Innovation in the Arts»; 1974)
- «Мій батько» (англ. «Mon Frère»; 1974)
- «Прощання з холодною країною» (англ. «Taking Leave of a Cold Country»; 1974)
- «Літературна агентка» (англ. «The Lady Literary Agent»; 1974)
- «Вірш у заміському саду» (англ. «Verse in a Country Garden»; 1974)
- «Літо: 1773» (англ. «Summer: 1773»; 1976)
- «Купа: Пелюстки з комп'ютера святого Кледа» (англ. «Pile: Petals from St. Klaed's Computer»; 1979)
- «Сон» (англ. «Sleep»; 1983)
- «Тра-ля» (англ. «Tra La»; 1994)

## П'єси
- «Смачна заправка Патаґонії: Три п'єси з однією дією» (англ. «Patagonia's Delicious Filling Station: Three One-act Plays») — (1975), збірка
- Серія «Загадки» (англ. «Enigma»):
  - «Кістки Бертрана Рассела: Триптих абсурдних загадкових п'єс» (англ. «The Bones of Bertrand Russell: A Tryptich of Absurd Enigmatic Plays»)
    1. «Майбутнє простягає руку допомоги» (англ. «Futurity Takes a Hand») — (1976)
    2. «Через галактику назад» (англ. «Through a Galaxy Backwards») — (1976)
    3. «Там, де стіни обвішані мультимедійними портретами» (англ. «Where Walls Are Hung with Multi-Media Portraits») — (1976)

- «Зустрічі на відстані» (англ. «Distant Encounters») — (1978)